# Frank (musikalbum)
Frank är den brittiska sångerskan Amy Winehouses debutalbum, utgivet 20 oktober 2003 på Island Records. Produktionen för albumet ägde rum mellan 2002 och 2003, och sköttes av Winehouse, Salaam Remi, Commissioner Gordon, Jimmy Hogarth samt Matt Rowe. Titeln anspelar naturen och tonen kring Winehouses låttexter på albumet.
Vid utgivningen fick Frank ett varmt mottagande och gav Winehouse flera utmärkelser, däribland ett vid Ivor Novello Awards. Sedan dess ursprungliga utgivning i Storbritannien har en nyutgåva släppts i Kanada, USA och Australien. Den 18 december 2008 hade albumet uppnått trippel platina enligt British Phonographic Industry, med över 900,000 sålda exemplar inom Storbritannien.

## Låtlista
| Nr  | Titel                                                        | Kompositör | Längd |
| --- | ------------------------------------------------------------ | --- | ----- |
| 1.  | Intro"/"Stronger Than Me                                     | Winehouse/Winehouse, Salaam Remi | 3:54  |
| 2.  | You Sent Me Flying"/"Cherry                                  | Winehouse, Felix Howard/Winehouse, Remi | 6:50  |
| 3.  | Know You Now                                                 | Winehouse, Gordon Williams, Earl "Chinna" Smith, Delroy "Chris" Cooper, Astor Campbell, Donovan Jackson                                             | 3:03  |
| 4.  | Fuck Me Pumps                                                | Winehouse, Remi | 3:20  |
| 5.  | I Heard Love Is Blind                                        | Winehouse | 2:10  |
| 6.  | Moody's Mood for Love"/"Teo Licks                            | James Moody, Eddie Jefferson, Jimmy McHugh, Dorothy Fields/Winehouse                                                                                | 3:28  |
| 7.  | (There Is) No Greater Love                                   | Isham Jones, Marty Symes | 2:08  |
| 8.  | In My Bed                                                    | Winehouse, Remi | 5:17  |
| 9.  | Take the Box                                                 | Winehouse, Luke Smith | 3:20  |
| 10. | October Song                                                 | Winehouse, Matt Rowe, Stefan Skarbek | 3:24  |
| 11. | What Is It About Men                                         | Winehouse, Howard, Paul Watson, L. Smith, Williams, E. Smith, Wilburn "Squiddley" Cole, Cooper, Jackson                                             | 3:29  |
| 12. | Help Yourself                                                | Winehouse, Jimmy Hogarth | 5:01  |
| 13. | Amy Amy Amy"/"Outro" "Brother" "Mr Magic (Through the Smoke) | Winehouse, Rowe, Skarbek/Winehouse, Remi Winehouse, E. Smith, Teodross Avery, Jackson, Campbell, Williams Winehouse, Ralph McDonald, William Salter | 13:14 |

## Medverkande
| - Amy Winehouse – sång, gitarr, produktion - 21st Century Jazz – ackompanjemang - John Adams – orgel, Rhodes - Robert Aaron – flöjt, saxofon - Teodross Avery – saxofon - Ian Barter – gitarr - Rudy Bird – slagverk, "shaker" - Houston "House" Bowen – assisterande ljudtekniker - Ben Bryant – assisterande ljudtekniker - Errol Campbell – trummor, slagverk - Wilburn "Squiddley" Cole – trummor - Commissioner Gordon – trummor, ljudeffekter, ljudtekniker, ljudmix, slagverk, produktion, programmering, turntable - Delroy "Chris" Cooper – elbas - Tom Coyne – mastering - Cameron Craig – ljudmix - Tanya Darby – trumpet - Tom Elmhirst – ljudmix - Jeni Fujita – bakgrundssång - Nick Godwyn – manager - Vincent Henry – altflöjt, altsaxofon, baritonsaxofon, flöjt, tenorsaxofon - Jimmy Hogarth – elbas, trummor, gitarr, ljudmix, slagverk, produktion, programmering - Felix Howard – bakgrundssång - Stafford Hunter – trombon | - Timothy Hutton – valthorn - Donovan Jackson – keyboard, orgel, Rhodes - Gregory Jackson – elbas - Kate Lower – koordinatör - Michael Nash Associates – omslagsdesign - Charles Moriarty – omslagsfotografi - Gary "Mon" Noble – ljudtekniker, ljudmix - Steve "Esp" Nowa – assisterande ljudtekniker - Valerie Phillips – fotografi - John Piretti – assisterande ljudtekniker - Bruce Purse – baryton, bastrumpet, flygelhorn, trumpet - Salaam Remi – arrangering, trumprogrammering, trummor, elbas, stickbas, ljudmix, orgel, slagverk, produktion - Jony Rockstar – ytterligare produktion - Matt Rowe – bakgrundssång, produktion, trumpet - Jeremy Shaw – gitarr - Nick Shymansky – A&R - Stefan Skarbek – bakgrundssång, trumpet - Martin Slattery – hammondorgel, valthorn, wurlitzer - Earl "Chinna" Smith – gitarr - Luke Smith – elbas, keyboard, piano - Lenny Underwood – keyboard, piano - Richard Wilkinson – ytterligare trummor - Brent Williams – assisterande ljudmix - Troy Wilson – trummor |